# استنلی فونگ
استنلی فونگ (انگلیسی: Stanley Fung؛ زادهٔ ۱ ژوئن ۱۹۴۵) کارگردان فیلم، تهیه‌کننده و بازیگر اهل هنگ کنگ است. فونگ از حامیان قدیمی جمهوری چین و حزب کومینتانگ است و به استقلال تایوان اعتقادی ندارد، بلکه در عوض خواستار اتحاد مجدد تایوان و چین تحت یک سیستم دموکراتیک است، برخلاف سیستمی که توسط حزب کمونیست چین اجرا می‌شود.
از فیلم‌ها یا برنامه‌های تلویزیونی که وی در آن نقش داشته‌است، می‌توان به حادثه، بازرسان دامن‌پوش، ولخرج، پام پام و همیشه اژدها اشاره کرد.